# Szkarłat
Szkarłat – kolor znany jako czerwień królewska; w medycynie kolor utlenowanej krwi (w przeciwieństwie do karmazynu). Otrzymywany był z czerwca polskiego.